# Stemma dell'Australia Occidentale

Stemma dell'Australia Occidentale

Lo stemma dell'Australia Occidentale (in lingua inglese, Coat of arms of Western Australia) è l'emblema nazionale dell'omonimo Stato federato australiano.
Fu concesso dalla regina Elisabetta II del Regno Unito con un royal warrant del 17 marzo 1969.
Lo stemma si compone di due canguri rossi su un prato, ciascuno impugnante un boomerang, che sorreggono uno scudo argentato. Quest'ultimo reca un cigno nero che nuota su uno specchio d'acqua rappresentato da due onde azzurre e un'onda argentata.
Il cigno nero compare (sia pur su disco dorato) anche sulla bandiera dell'Australia Occidentale, essendone l'animale simbolo e costituendone il distintivo ufficiale (State badge).
Lo scudo è sovrastato dalla Corona imperiale, poggiata su un drappo di colore nero e oro e con due fiori di Anigozanthos manglesii (pianta appartenente alla famiglia delle Haemodoraceae, assai diffusa in Australia ed ivi comunemente nota come kangaroo paw, cioè "zampa di canguro"), emblema floreale dello Stato.